# Gustaf Idman
Karl Gustaf Idman (né le 1er décembre 1885 à Tampere et mort le 13 avril 1961 à Helsinki) est un ambassadeur et ministre des Affaires étrangères de la Finlande,.

## Biographie
Gustaf Idman obtient son doctorat en droit en 1914 puis il est professeur de droit international à l'Université d'Helsinki de 1915 à 1917.  
Gustaf Idman fait partie de la délégation qui se rend à Saint-Pétersbourg en 1917 et obtient obtenir la signature de Lénine sur le document reconnaissant l'indépendance de la Finlande .
Gustaf Idman devient fonctionnaire du ministère des Affaires étrangères en janvier 1918 après l'indépendance de la Finlande.
Gustaf Idman est ministre des Affaires étrangères du gouvernement Tulenheimo d'avril à décembre 1925.
Gustaf Idman occupera plusieurs postes au service diplomatique. 
Il est envoyé spécial et ministre plénipotentiaire à Copenhague 1919-1927, à Budapest 1922-1927, à Riga et Kaunas 1927-1928, à Prague de 1927 à 1935, à Varsovie 1928-1938 et à Bucarest 1928-1938. 
Pendant la Seconde Guerre mondiale, Gustaf Idman occupe un poste similaire d'envoyé spécial à partir d'octobre 1939 à Tokyo et en même temps à partir août 1941 à Mukden (Mandchoukouo). 
Gustaf Idman est mis en disponibilité le 5 avril 1945 et il démissionne du ministère en 1947.

## Fondation Idman
Gustaf Idman était l'un des riches copropriétaires du Manoir de Hatanpää à Tampere. 
Dans son testament, le ministre Gustaf Idman a laissé de l'argent à la fondation Idman, qui distribue des bourses pour une valeur de près d'un million d'euros par an aux étudiants de Tampere.